# ウォー・ギルト・インフォメーション・プログラム

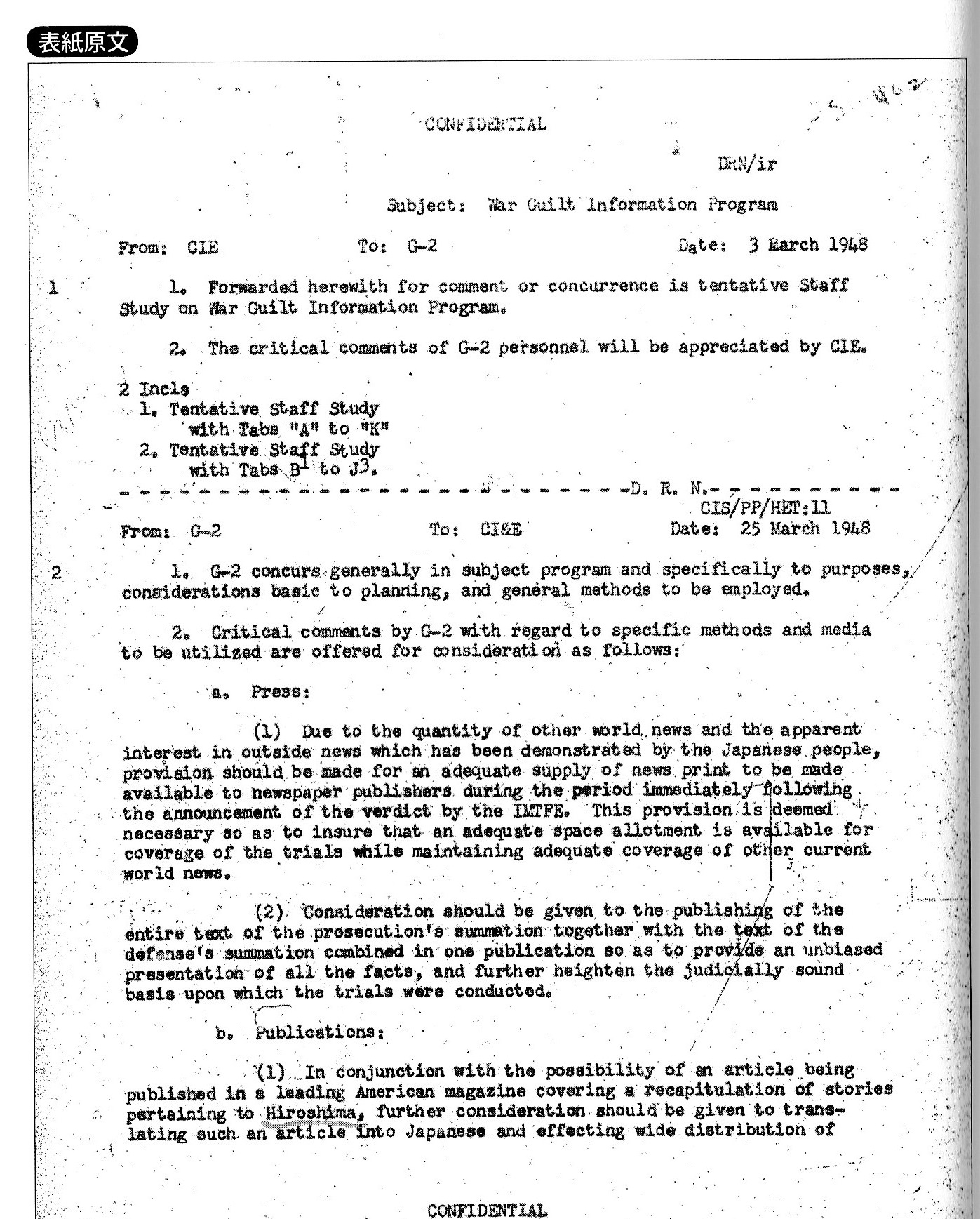
「Draft of c/n, Subject : War Guilt Information Program」の1ページ「東京裁判所について」の没となった文書。ただし、内容は海外における戦犯の起訴・判決の状況について日本人の関心に応えて知らせる必要や、それとともに広島といった占領に悪影響を与えかねない情報まで日本に逆流しかねない問題について、報告したもので、これ自体は本項で詳述する冒頭の1.ではなく、むしろ2.の単なる情報公開に繋がる内容のものとなっている。

ウォー・ギルト・インフォメーション・プログラム（英語：War Guilt Information Program）は、
1. （太平洋戦争）終結後、連合国軍最高司令官総司令部（GHQ/SCAP、以下GHQと略記）が日本占領政策の一環としても短期間行っていたといわれる日本国民に対する再教育計画[1]。本項で詳述する。
2. 「戦争責任（ウォー・ギルト）広報（インフォメーション）計画（プログラム）」戦犯裁判の記録･情報等を公開したもの。この情報の記録は日本の独立行政法人の国立公文書館にある[2]。

## 概要
終戦直後の日本における「ウォー・ギルト・インフォメーション・プログラム」で主に行われたのは、連合国側が提供した情報に基づいて、事実上連合国側の見地に立った解釈で戦争の経過を振り返る新聞記事を10日間掲載し、および連合国側の見地に立った解釈で戦争の経過を振り返る週1回のラジオ放送を約2か月間放送したことだったとされる（その後、聴取者からの質問に答える番組を九か月放送）。
名称は、江藤淳が1989年に自著で紹介したのが最初である江藤淳が「日本人の心に国家の罪とその淵源に関する目的で開始し、かつこれまでに影響を及ぼしてきた民間情報活動の概要」といった語句があったとする、1948年2月6日付けの民間情報教育局の文書は、2022年現在においても未だに所在が明らかにされておらず、公開もされていないため真偽は不明である。
CIE設立指令a3項に含まれている、日本人に「ウォー・ギルト」（英: war guilt）を周知させるという任務に基づき開始されたものである。
「ウォー・ギルト」に続く語としては様々な用例が当時の文書からは見出されるが、「ウォー・ギルト・インフォメーション・プログラム」は1946年1月8日に承認された「日本人再方向づけのための積極的政策」に基づき開始された。
江藤は、1989年の著書『閉された言語空間』で、「ウォー・ギルト・インフォメーション・プログラム」（戦争についての罪悪感を日本人の心に植え付けるための宣伝計画）という名称はGHQの内部文書に基づくものであると論じている。この名称は高橋史朗、藤岡信勝、小林よしのり、櫻井よしこ、保阪正康、西尾幹二、勝岡寛次、ケント・ギルバートのほか、『産経新聞』 も使用している。ウォー・ギルト。WGIPという略称も用いられる。
"War Guilt"は、一般的には「戦争責任」を指す用語である。ヴェルサイユ条約第231条は、通称"War Guilt Clause"、「戦争責任条項」と呼ばれている。
1979年（昭和54年）よりウィルソン・センターで米軍占領下の検閲事情を調査していた江藤は、アマースト大学の史学教授レイ・ムーアより「Draft of c/n, Subject : War Guilt Information Program, From : CIE, To : G-2 (CIS), : Date : 6 February 1948」と表題された文書のコピーを提供されたという。江藤はこの文書について、1948年（昭和23年）2月6日付でCI&E（民間情報教育局）からG-2（CIS・参謀第2部民間諜報局）宛てに発せられたGHQの内部文書であるとしており、「コピーには特段のスタンプは無いが、推測するところThe National Record Center, Suitland, Marylandで、ムーア教授がGHQ文書の閲覧中に発見したものと思われる。」と述べている。
しかし、主張の根拠となった「Draft of c/n, Subject : War Guilt Information Program, From : CIE, To : G-2 (CIS), : Date : 6 February 1948」と表題されたGHQの内部文書そのものは江藤らによって公開されていなかった。また、この表題には「ドラフト（案）」との記載があったことから、真偽を疑う主張もあった。
2015年（平成28年）、関野通夫 が、「ウォー・ギルト・インフォメーション・プログラム」の名称を使用しているGHQの指令文書 が国立国会図書館所蔵の「GHQ/SCAP文書」 の中に存在 していると、自著や『正論』（2015年5月号） に写真を掲げて主張し、件の文書を明星大学戦後教育史研究センターで発見したと述べている（関野は調査に当たり、同大教授の高橋史朗および同戦後教育史研究センター勤務の勝岡寛次からアドバイスを得たと述べている）。

## 内容
「ウォー・ギルト・インフォーメーション・プログラム」の冒頭には、「CIS局長と、CI&E局長、およびその代理者間の最近の会談にもとづき、民間情報教育局は、ここに同局が、日本人の心に国家の罪とその淵源に関する自覚を植えつける目的で、開始しかつこれまでに影響を及ぼして来た民間情報活動の概要を提出するものである。」とある。
ウォー・ギルト・インフォメーション・プログラムについて江藤は、その嚆矢である太平洋戦争史という宣伝文書を「日本の「軍国主義者」と「国民」とを対立させようという意図が潜められ、この対立を仮構することによって、実際には日本と連合国、特に日本と米国とのあいだの戦いであった大戦を、現実には存在しなかった「軍国主義者」と「国民」とのあいだの戦いにすり替えようとする底意が秘められている」と分析。また、「もしこの架空の対立の図式を、現実と錯覚し、あるいは何らかの理由で錯覚したふりをする日本人が出現すれば、CI&Eの「ウォー・ギルト・インフォーメーション・プログラム」は、一応所期の目的を達成したといってよい。つまり、そのとき、日本における伝統的秩序破壊のための、永久革命の図式が成立する。以後日本人が大戦のために傾注した夥しいエネルギーは、二度と再び米国に向けられることなく、もっぱら「軍国主義者」と旧秩序の破壊に向けられるにちがいない」とも指摘している。
また、「軍国主義者」と「国民」の対立という架空の図式を導入することによって、「国民」に対する「罪」を犯したのも、「現在および将来の日本の苦難と窮乏」も、すべて「軍国主義者」の責任であって、米国には何らの責任もないという論理が成立可能になる。大都市の無差別爆撃も、広島・長崎への原爆投下も、「軍国主義者」が悪かったから起った災厄であって、実際に爆弾を落した米国人には少しも悪いところはない、ということになるのである」としている。
“WGIP”を主に担当したのはGHQの民間情報教育局 (CIE) で、“WGIP”の内容はすべてCIEの機能に含まれている。当初はCIEに“War Guilt & Anti-Millitarist”（これまで「戦犯・反軍国主義」と訳されてきた）、あるいは“War Guilt & Criminal” という名称の下部組織（後に「課」）が置かれていた（1945年11月の組織改編で消滅）。

“WGIP”は「何を伝えさせるか」という積極的な政策であり、検閲などのような「何を伝えさせないか」という消極的な政策と表裏一体の関係であり、後者の例としてプレスコードが代表的である。1946年（昭和21年）11月末にすでに「削除または掲載発行禁止の対象となるもの」として「SCAP-連合国最高司令官（司令部）に対する批判」など30項目に及ぶ検閲指針がまとめられていたことが、米国立公文書館分室所在の資料によって明らかである。プランゲ文庫保存のタイプコピーには、多少の違いがあるが同様の検閲指針として具体的内容が挙げられている。

## 中国共産党による「二分法」
2014年7月、イギリス国立公文書館が所蔵する英国内のスパイ摘発や国家機密漏洩阻止などの防諜を担うMI5などの秘密文書のうち、「共産主義者とその共感者」と名付けられたカテゴリーに『ノーマン・ファイル』（分類番号KV2/3261）があることが公表され、戦後に日本でGHQの通訳をして日本共産党を支援していたエドガートン・ハーバート・ノーマンについてガイ・リッデルMI5副長官からカナダ連邦騎馬警察（RCMP）ニコルソン長官に宛てた1951年10月9日付の書簡内で「イギリス共産党に深く関係していたことは疑いようがない」と共産主義者のスパイだと記されていたことが判明した。同ファイルには、GHQでマッカーサーの政治顧問付補佐官だった米国外交官、ジョン・エマーソンがノーマンの共産主義者疑惑に関連して米上院国内治安小委員会で証言した記録が含まれていた。
『ノーマン・ファイル』によると、エマーソンは1944年11月にアメリカ軍事視察団の戦時情報局（OWI）の一員として中国延安を訪れ、同地で中国共産党が野坂参三と日本人民解放連盟を通じて日本軍捕虜に心理戦（洗脳工作）をおこない、成功していることを知った。それは軍国主義者と人民を区別する「二分法」を用いて、軍国主義者への批判と人民への同情を繰り返し呼びかけ、捕虜に反戦・贖罪意識を植え付けていく内容だった。
高橋史朗は、占領軍は日本人に戦争犯罪の意識を刷り込ませる為に、共産主義者や社会主義者を利用し、「精神的武装解除」を実現させる為に左翼やリベラル派を利用して「内部からの自己崩壊」を「教育の民主化」の美名の下に支援することが占領軍の根本的な政策だった、と述べている。
エマーソンは、延安における洗脳工作の成果がアメリカの対日政策にも役立つと考えた。後に大森実に対し、「（延安での収穫を元に日本に降伏を勧告する宣伝と戦後に対する心理作戦を考えた」と語っている。
産経新聞は、GHQが占領下の日本で「軍国主義者」と「国民」の分断を意図した政策を実施したとし、これらはエマーソンが「二分法」を用いた中国共産党の洗脳手法から学んだものであるとしている。

## 経緯
1945年（昭和20年）7月26日に発せられたポツダム宣言の第6項には「吾等ハ無責任ナル軍国主義ガ世界ヨリ駆逐セラルルニ至ル迄ハ平和、安全及正義ノ新秩序ガ生ジ得ザルコトヲ主張スルモノナルヲ以テ日本国国民ヲ欺瞞シ之ヲシテ世界征服ノ挙ニ出ヅルノ過誤ヲ犯サシメタル者ノ権力及勢力ハ永久ニ除去セラレザルベカラズ」と記されており、8月14日に日本政府はこの宣言を受諾した。
9月22日の降伏後ニ於ケル米国ノ初期ノ対日方針で米国はマッカーサーに対し「日本国国民ニ対シテハ其ノ現在及将来ノ苦境招来ニ関シ陸海軍指導者及其ノ協力者ガ為シタル役割ヲ徹底的ニ知ラシムル為一切ノ努力ガ為サルベシ」と指令した。
GHQは1945年10月2日、一般命令第四号に於いて「各層の日本人に、彼らの敗北と戦争に関する罪、現在および将来の日本の苦難と窮乏に対する軍国主義者の責任、連合国の軍事占領の理由と目的を、周知徹底せしめること」と勧告した。
米国政府は連合国軍最高司令官に対し11月3日、日本占領及び管理のための降伏後における初期の基本的指令を発し「貴官は、適当な方法をもって、日本人民の全階層に対しその敗北の事実を明瞭にしなければならない。彼らの苦痛と敗北は、日本の不法にして無責任な侵略行為によってもたらされたものであるということ、また日本人の生活と諸制度から軍国主義が除去されたとき初めて日本は国際社会へ参加することが許されるものであるということを彼らに対して認識させなければならない。彼らが他国民の権利と日本の国際義務を尊重する非軍国主義的で民主主義的な日本を発展させるものと期待されているということを彼らに知らせなければならない。貴官は、日本の軍事占領は、連合国の利益のため行われるものであり、日本の侵略能力と戦力を破壊するため、また日本に禍をもたらした軍国主義と軍国主義的諸制度を除去するために必要なものであるということを明瞭にしてやらなければならない。（下略）」と命令した。
同12月8日、GHQは新聞社に対し用紙を特配し、日本軍の残虐行為を強調した「太平洋戦争史」を連載させた。その前書は次の文言で始まる。
それと平行し、GHQは翌9日からNHKのラジオを利用して「真相はかうだ」 の放送を開始した。番組はその後、「真相箱」等へ名称や体裁を変えつつ続行された。1948年（昭和23年）以降番組は民間情報教育局 (CIE) の指示によりキャンペーンを行うインフォメーション・アワーへと変わった。
1945年（昭和20年）12月15日、GHQは神道指令を発すると共に、以後検閲によって「大東亜戦争」という文言を強制的に全て「太平洋戦争」へと書換えさせ言論を統制した。当時、米軍検閲官が開封した私信（江藤は「戦地にいる肉親への郵便」かという）は次のような文言で埋めつくされていた。
江藤は、「ここで注目すべきは、当時の日本人が戦争と敗戦の悲惨さをもたらしたのが、自らの「邪悪」さとは考えていなかったという事実である。／「数知れぬ戦争犠牲者は、日本の「邪悪」さの故に生れたのではなく、「敵」、つまり米軍の殺戮と破壊の結果生れたのである。「憎しみ」を感ずべき相手は日本政府や日本軍であるよりは、先ずもって当の殺戮者、破壊者でなくてはならない。当時の日本人は、ごく順当にこう考えていた。」と主張した。
GHQ文書（月報）には敗戦直後の様子が記されていた。「占領軍が東京入したとき、日本人の間に戦争贖罪意識は全くといっていいほど存在しなかった。（略）日本の敗北は単に産業と科学の劣性と原爆のゆえであるという信念が行きわたっていた」
こうした日本人の国民感情はその後もしばらく続き、CIEの文書はG-2（CIS）隷下の民間検閲支隊 (CCD) の情報によれば昭和23年になっても「依然として日本人の心に、占領者の望むようなかたちで「ウォー・ギルト」が定着してなかった」有力な証拠である、また、このプログラムが以後正確に東京裁判などの節目々々の時期に合わせて展開していった事実は看過できないとも江藤は主張した。
東京裁判で東條英機による陳述があったその2か月後、民間情報教育局 (CIE) は世論の動向に関して次のような分析を行っている。
こうした国民の機運の醸成に対しCIE局長は6月19日、民間諜報局 (CIS) の同意を得た上で、プログラムに第三段階を加える手筈を整え、情報宣伝に於ける対抗処置を取った。

## 年表
1945年（昭和20年） 
- 12月8日 - 「太平洋戦争史」を全国の新聞に掲載[33][注釈 2]。
- 12月9日 - 「真相はかうだ」ラジオ放送開始[注釈 3]。
- 12月15日 - GHQ、覚書「国家神道、神社神道ニ対スル政府ノ保証、支援、保全、監督並ニ弘布ニ関スル件」（いわゆる「神道指令」）[54] によって、公文書で「大東亜戦争」という用語の使用を禁止。
- 12月31日 - GHQ、覚書「修身、日本歴史及ビ地理停止ニ関スル件」[55] によって、修身・国史・地理の授業停止と教科書の回収、教科書の改訂を指令。

 1946年（昭和21年） 
- 1月11日 - 文部省、修身・日本歴史・地理停止に関するGHQ指令について通達[56]。
- 2月12日 - 文部省、修身・国史・地理教科書の回収について通達[56]。
- 4月9日 - 文部省、国史教科書の代用教材として『太平洋戦争史』を購入、利用するよう通達[57][58]。
- 5月3日 - 極東国際軍事裁判[33][59]の審理開始。以来、1948年4月16日までのうち、1948年1月までは、第1放送において正午と15時の定時ニュースで速報を、19時15分から15分間にその日の審理の概要を毎日伝え、毎週日曜21時30分から30分間、現地録音した素材を中心に、裁判の模様を放送した。1948年1月以降は、前記のうち裁判の録音番組を第2放送の毎週日曜21時00分から15分間に変更した。

 1949年（昭和24年） 
- 2月、長崎の鐘にマニラの悲劇を特別附録として挿入させる。

## 内容の矛盾
実際に、「真相はかうだ」といった連合国に都合の良い解釈のラジオが約3年ほど放送されたのは事実であり、「真相はかうだ」の放送当時、日本全国から「連合国側に偏っている」等の批判が殺到していた。
日本国内で右翼思想を高めるために右派系が独自で製作した偽物という指摘がある。
WGIPが日本人に罪悪感を与える計画というのが存在していたとしても、成功したとはいいがたいとの声もある。

## 論評など
産経新聞
産経新聞は次のように論じている。
高橋史朗
高橋史朗明星大教授は、
有山輝雄
有山輝雄は、『閉された言語空間』の新刊紹介で、第一次資料によって占領軍の検閲を明らかにした先駆的研究であるとしながらも「著者の主張に結びつけるための強引な資料解釈も随所に見受けられる。また、占領軍の検閲に様々な悪の根源を押しつける悪玉善玉史観になっているが、これは現在の政治状況・思想状況への著者の戦術なのであろう」と評した。
山本武利
山本武利は、江藤の占領研究について、占領軍の検閲方針を示した第一次資料をGHQ関係資料によって検証した先駆的な仕事であると評価した。Robert Jacobsによれば、山本は江藤の著書の重要性を認めながらも1996年の『占領期メディア分析』で江藤に反論し、降伏以前に日本当局による検閲が横行していた反面、米国による検閲に対しては日本の左翼が抵抗したという事実を江藤は無視したと、山本は述べたとしている。
秦郁彦
秦郁彦は、江藤の「歴史記述のパラダイム規定…言語空間を限定し、かつ閉鎖した」や、高橋の「日本人のマインドコントロール計画」などの主張に対して、「果たしてそんな大それたものか」「江藤の論調は必然的に反米思想に行きつく」と否定している。秦は米留学中の江藤の体験談を引用しながら、江藤が「日米関係にひそむ『甘えの構造』に早くから気づ」いており「それを最大限に利用していたよう」だと論評。江藤の論は「アメリカ製の公文書を引き合いに、陰謀の『証拠固め』に乗り出した」、「相手が中国や朝鮮半島であれば厄介な紛争を招きかねないが、アメリカなら聞き流すか笑いにまぎらすだけ」の「陰謀説」であり、このような「（日米の協調と同盟の関係を）対米従属と見なし、『甘えても怒られない』（怒ってくれない）のを承知の上で反発する論調」は今後も絶えないだろうと述べている。
賀茂道子
賀茂道子は、日本は「無条件降伏」したにも拘わらず、日本軍による捕虜虐待と占領地での住民虐殺（バターン死の行進、南京虐殺、マニラの虐殺など）などの残虐行為に対し、日本側が全く反省の色が無いばかりか、外務省が原爆投下批判の国際世論を形成するために、在外公館を通じてプロパガンダを行おうとしていた。その対抗策として「ウォー・ギルト・プログラム」が行われたのであり、それは連合国側からすれば当然であろうと述べている。
能川元一
日本の被占領終結後数十年を経て初めて洗脳やマインドコントロールが強い効力を発揮したとする江藤らの説は、中国で行われた思想改造が数年を経て解けていったことを報告する他の事例と整合せず、蓋然性が低いと能川元一は指摘する。

## "WGIP"の記述があるGHQの文書
一部には当時のラジオにおける戦争内幕の暴露番組ともいうべき『眞相はかうだ』『眞相箱』等との関わりが出てきたり、また、ときに占領関係者らの（連合軍側にとってのものにせよ）真実を明らかにするのだ、それによって民主主義を築くのだといった意気込みが書かれているものの、内容的には、南京事件やマニラ虐殺といった事件の存在についてすら知らなかった日本人に対し、とりわけ戦犯容疑をかけられている者やその家族らのためにも、そもそも、なぜ戦犯裁判が行われているのか、戦犯容疑者らがなぜ嫌疑をかけられ、どのような罪に問われているのかを知らせ、理解させるための広報活動・情報提供活動についてのものだとも言うことが出来る。したがって、いずれも、本項冒頭2.でいう「ウォー・ギルト・インフォメーション・プログラム」の一環だとも言え、この中にその範囲を超えて、一部で語られるような洗脳計画とまで断定できる内容のものがあると言い切れるかについては難しい。
- Civil Information and Education Section - 21 December 7 1945
- Civil Information and Education Section - 8 February 1948
- Civil Information and Education Section - APO500 - 3 June 1946
- Implementation of First War Guilt Information Program (October,1945 - June, 1946)
- Implementation of Second War Guilt Information Program (June, 1946 - February, 1948)
- Proposed War Guilt Information Program Third Phase 3 March 1948
- War Guilt Information Program - 3 March 1948